# Désirée Clary
Pour les articles homonymes, voir Famille Clary (Marseille).
Titres
Reine consort de Suède et de Norvège
5 février 1818 – 8 mars 1844
(26 ans, 1 mois et 3 jours)
Princesse héritière consort de Suède
5 novembre 1810 – 5 février 1818
(7 ans et 3 mois)
Princesse héritière consort de Norvège
4 novembre 1814 – 5 février 1818
(3 ans, 3 mois et 1 jour)
Signature
Bernardine Eugénie Désirée Clary, née le 8 novembre 1777 à Marseille (royaume de France), et morte le 17 décembre 1860 à Stockholm (Suède-Norvège), est princesse de Pontecorvo, puis reine consort de Suède et de Norvège de 1818 à 1844. Elle épouse en 1798 Jean-Baptiste Bernadotte, qui deviendra roi de Suède sous le nom de Charles XIV Jean. Elle change officiellement son nom en « Desideria », nom latin qu'elle-même n'utilise pas.

## Biographie

### Jeunesse
Désirée Clary est née à Marseille le 8 novembre 1777 et baptisée le lendemain à l'église Saint-Ferréol. Elle est la fille cadette d'une famille de neuf enfants, du riche fabricant et marchand de soie, François Clary, échevin de Marseille, et de sa seconde épouse Françoise Somis. L'avant-dernière fille est Julie, née à Marseille le 26 décembre 1771, non dénuée d'esprit — contrairement à la benjamine — mais frivole et à l'humeur changeante.
Désirée Clary passe son enfance entre l'hôtel particulier de ses parents, situé dans l'actuelle rue des Phocéens, non loin du Vieux-Port de Marseille et une somptueuse bastide. Elle est très attachée à ses proches et en particulier à sa sœur Julie. Grâce à la fortune issue du négoce, les enfants de François Clary reçoivent une excellente éducation et Désirée intègre le couvent réservé aux jeunes filles des classes sociales supérieures pour parfaire son enseignement. Mais au cours de la Révolution, les couvents sont fermés et Désirée doit retourner vivre avec ses parents. Les destinées des deux dernières filles vont croiser celles d'une famille corse.
La famille Bonaparte obligée de quitter la Corse le 11 juin 1793 s'installe à Marseille à la fin du mois d'août après que Napoléon Bonaparte a participé à la reprise de la ville au nom de la Convention. En février 1794, le frère aîné de Désirée, Étienne Clary, est incarcéré en pleine Terreur sur ordre du Tribunal révolutionnaire et à la veille de comparaître devant ses juges. Les autorités découvrent en effet que le père, François Clary, décédé le 20 janvier 1794, souhaitait acquérir un titre de noblesse sous le règne du « tyran Louis Capet ». Ce que le Comité de surveillance omet de signaler ou ignore, c'est que la demande d'anoblissement sous l'Ancien régime, est refusée. En cette période troublée, la répression consécutive à la Loi des suspects est féroce et sans commune mesure. Pour cette raison, Étienne, à présent chef de famille et négociant, est suspecté à la place de son père. Désirée accompagne sa belle-sœur Marcelle Guey qui prend l'initiative d'intervenir auprès du représentant en mission, le député Antoine Louis Albitte, pour faire libérer son époux. Dans la salle d'attente, une foule se presse pour obtenir maintes requêtes. Désirée, accablée, s'est endormie et Marcelle s'est rendue seule à l'audience pour plaider sa cause. Son entretien terminé et sa mission couronnée de succès, elle ne réussit pas à rejoindre Désirée, pressée d'apporter à la prison l'ordre d'élargissement de son mari. Désirée seule et désemparée est découverte par Joseph Bonaparte, commissaire de la marine à Marseille, qui la rassure sur le sort de son frère. Ils font connaissance et Joseph lui propose de la raccompagner à son domicile . Le lendemain, il retourne chez les Clary pour être présenté à la famille. Sous le charme de Désirée, Joseph la courtise et lui promet le mariage dès qu'elle aura atteint sa majorité.
C'est sans compter sur l'arrivée du frère cadet de Joseph, le héros de la prise de Toulon, le général récemment promu à ce grade, Napoléon Bonaparte. Il est chargé à présent de l'organisation de la défense de Marseille et l'inspection de la côte provençale. L'officier jette également son dévolu sur Désirée et sans ambages impose sa volonté : « dans un bon ménage, il faut que l'un des deux époux cède à l'autre. Toi, Joseph, tu es d'un caractère indécis et il en est de même de Désirée ; tandis que Julie et moi savons ce que nous voulons. Tu feras donc mieux d'épouser Julie. Quant à Désirée, elle sera ma femme ». En réalité Napoléon s'est aperçu de l'amour que portait Julie à Joseph. Ce dernier reporte finalement son attention sur l'ainée, Julie Clary, qu'il épouse le 1er août 1794 à Cuges-les-Pins et Désirée se fiance officiellement avec Napoléon le 21 avril 1795, malgré les réticences de Mme Clary : « J'ai déjà bien assez d'un Bonaparte dans ma famille » ! L'alliance des Bonaparte avec les Clary leur apporte fortune et notoriété et à ces derniers, protection et opportunités.
Au mois de juillet 1795, Désirée accompagne sa mère avec son frère Nicolas à Gênes en Italie, où son beau-frère Joseph est chargé par le gouvernement d'une mission diplomatique. Au cours de l'été, Napoléon rencontre pour la première fois Joséphine de Beauharnais, au salon de Mme Tallien à Paris. Bonaparte renonce au projet de mariage avec Désirée, non sans mauvaise conscience comme en témoigne sa correspondance. Il rompt ses fiançailles le 6 septembre 1795 dans une lettre adressée à son frère aîné, après quoi sur les conseils de sa mère, Désirée libère Napoléon de ses engagements. Mais si elle pardonne à l'infidèle, Désirée garde toujours une rancune tenace envers sa rivale Joséphine, désormais surnommée par ses soins : « la vieille ». Napoléon Bonaparte épouse Marie Josèphe Rose Tascher de La Pagerie, dite Joséphine de Beauharnais, le 9 mars 1796 dans le 2e arrondissement ancien à Paris.
Mme Clary prolonge son séjour à Gênes tant que son gendre est en poste. Désirée se plaît à se rendre au salon mondain de Mme Faipoult, la femme du ministre plénipotentiaire, Guillaume-Charles Faipoult. Ce cercle est fréquenté par l'élite française dont des officiers de l'armée d'Italie et en particulier le protégé du ministre, le général de brigade Léonard Duphot. Ce gradé se montre fort entreprenant auprès de Désirée, mais  la laisse de marbre. Il est aussi vrai que Duphot est intéressé par la dot et la position de sa promise. Au mois d'août 1797, la famille Clary se déplace à Rome où Joseph vient d'être nommé ambassadeur de France. M. Faipoult bien décidé d'assurer un bel avenir à Léonard, fait intervenir le général Bonaparte afin d'obtenir son appui dans un projet de mariage avec Désirée. Napoléon consent d'autant plus facilement que ce dessein permettrait à son ex-fiancée d'oublier leur déconvenue et il agit en ce sens, auprès de son frère Joseph. Léonard Duphot est donc appelé à se rendre auprès de l'ambassadeur, en tant que son aide de camp. Malheureusement, la destinée en décide autrement et cette éventuelle union ne verra pas le jour. Un drame survient le 28 décembre 1797 : Duphot est tué au Palais Corsini par les soldats du Pape, au moment où il tente d'apaiser une émeute occasionnée par une fête que célèbrent les Républicains français. Le corps de l'infortuné est transporté à l'intérieur de l'ambassade dans un tumulte indescriptible. Désirée horrifiée, assiste du haut de l'escalier à cette scène tragique. Joseph quitte aussitôt la ville avec son épouse, Mme Clary et sa fille. Cette rébellion favorise la décision du Directoire d'envoyer des troupes françaises en Italie, le 10 février 1798.

Portraits de Désirée Clary
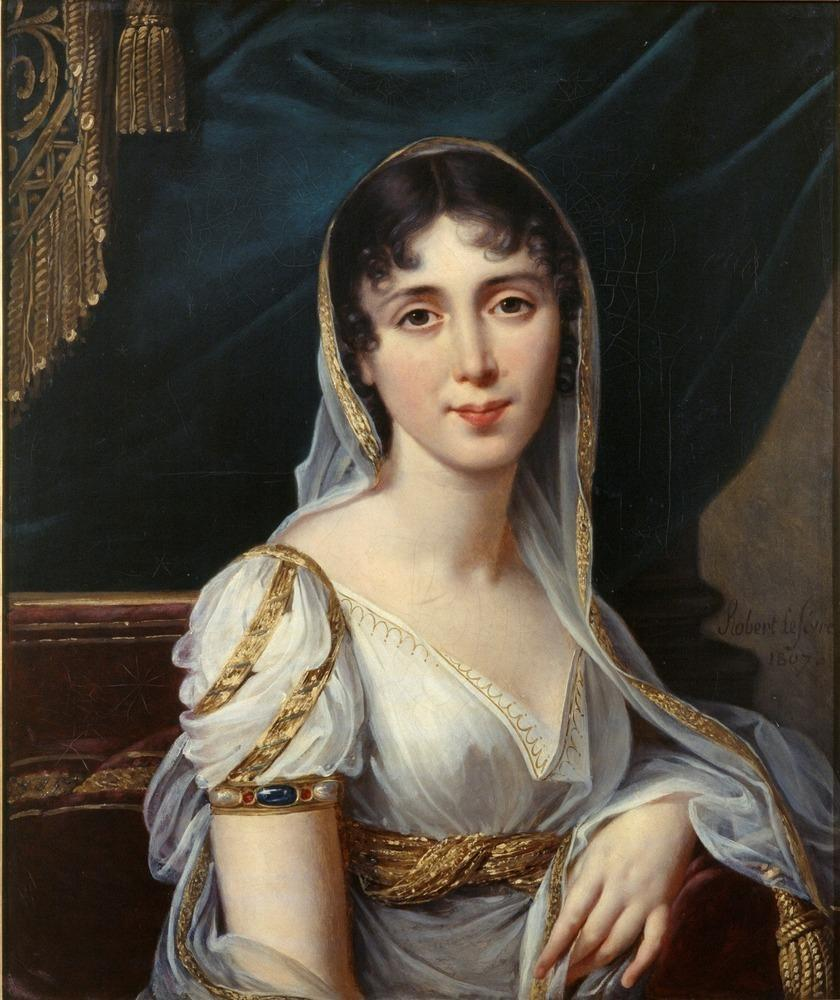
Portrait par Robert Lefèvre.
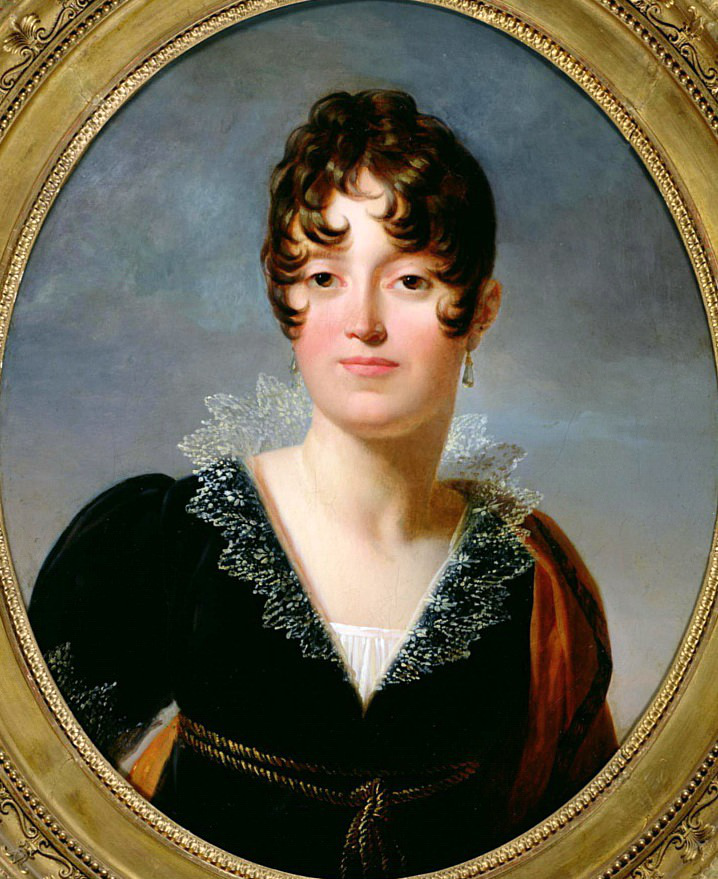
Désirée Clary en 1810 par François Gérard.
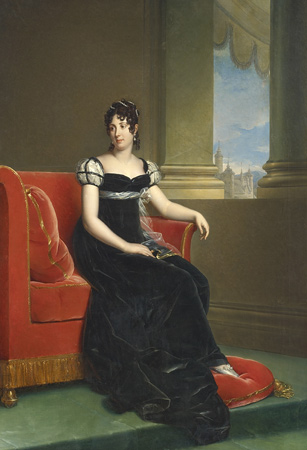
Tableau de Robert Lefèvre.

### L'ascension
De retour à Paris, les prétendants se bousculent à la porte de Mlle Clary, comme Junot qui après un refus, n'hésite pas à faire intervenir Marmont pour plaider sa cause, sans plus de succès.  Par contre, Désirée n'est pas restée insensible au physique de Marmont… Un autre général, plus intrépide, fait sa demande par l'intermédiaire de Joseph, l'éternel protecteur de Désirée. Il s'agit de Jean-Baptiste Bernadotte. Leur rencontre a lieu au mois de juillet 1798 et c'est le coup de foudre.
Bernadotte est l'adversaire militaire et politique de Bonaparte. Ce sont deux hommes ambitieux qui ne se supportent pas et qui n'auront de cesse de s'affronter. Pour Désirée, cet antagonisme ne peut que servir ses intérêts à la suite de l'humiliation infligée par son précédent prétendant et son futur époux personnifie sa revanche, il est celui qui pourra tenir tête à Napoléon. Elle se marie donc avec le général Bernadotte, le 17 août 1798 (30 thermidor an VI) à Sceaux où il possède une demeure, rue de la Lune. Les témoins au mariage sont bien sûr Joseph Bonaparte et son épouse Julie Clary, mais aussi Lucien et Christine Bonaparte. Désirée et Jean-Baptiste ont un fils unique, Oscar, né le 4 juillet 1799 (16 messidor an VII) à Paris et son parrain n'est autre que le général Bonaparte.
Lorsque Jean-Baptiste est élu prince héritier de Suède le 21 août 1810, Désirée s'installe à Stockholm avec son fils en janvier 1811. Au bout de cinq mois, elle retourne toutefois s'installer seule à Paris sous le titre de comtesse de Gotland. Elle juge en effet la Cour de Stockholm sévère et ennuyeuse et ne s'adapte pas à la rigueur extrême du climat suédois. D'autre part, demeurant en France, sa position lui permet de connaître les intentions de l'Empereur et elle s'empresse de transmettre les conversations à son époux. Elle devient un agent de liaison utile à Jean-Baptiste Bernadotte qui l’appelle « ma petite espionne ». Parallèlement, Napoléon se sert également de Désirée pour faire passer des messages à Bernadotte. À la Restauration, elle est éprise d'Armand-Emmanuel du Plessis de Richelieu, président du Conseil et ministre des Affaires étrangères de Louis XVIII. Mais la réciprocité est imaginaire et cet attachement vertigineux est loin d'être partagé. Richelieu meurt à Paris le 17 mai 1822 et le chagrin de Désirée est si immense, qu'elle décide de porter le grand deuil austère. Ce qui ne manque pas de faire scandale vis-à-vis de ses contemporains.
Entre-temps, Désirée est devenue reine de Suède et de Norvège le 5 février 1818, date à laquelle son mari accède au trône sous le nom de Charles XIV Jean, après la mort du roi Charles XIII. Cependant, Désirée revient définitivement en Suède le 13 juin 1823, six jours avant la célébration du mariage de son fils avec Joséphine de Leuchtenberg, la fille d'Eugène de Beauharnais. Elle finit par s'accoutumer à son nouveau pays d'adoption, gagne l'estime de ses sujets et ne songe plus à un retour en France. Son royal époux qui lui pardonne son infidélité, fait construire à son intention le Palais de Rosendal de 1823 à 1826, sur l'île de Djurgården, où Désirée mène une vie à sa convenance, loin de l'étiquette et des fastes de la Cour.
Désirée est couronnée reine de Suède et également de Norvège sous le nom de Desideria, le 21 août 1829 en la cathédrale Saint-Nicolas de Stockholm. À la mort de son époux le 8 mars 1844, son fils devient roi sous le titre d'Oscar Ier. La nouvelle souveraine passe les dernières années de sa vie dans l'isolement. Quatre mois après la disparition de Charles XIV Jean, son beau-frère Joseph Bonaparte s'éteint le 28 juillet 1844 à Florence en Toscane, puis sa sœur Julie le 7 avril 1845 également à Florence. Elle perd son fils Oscar le 8 juillet 1859 à Stockholm, des suites d'une longue maladie.
La reine Désirée meurt à Stockholm, le 17 décembre 1860 à l'âge de 83 ans.

La reine de Suède et de Norvège
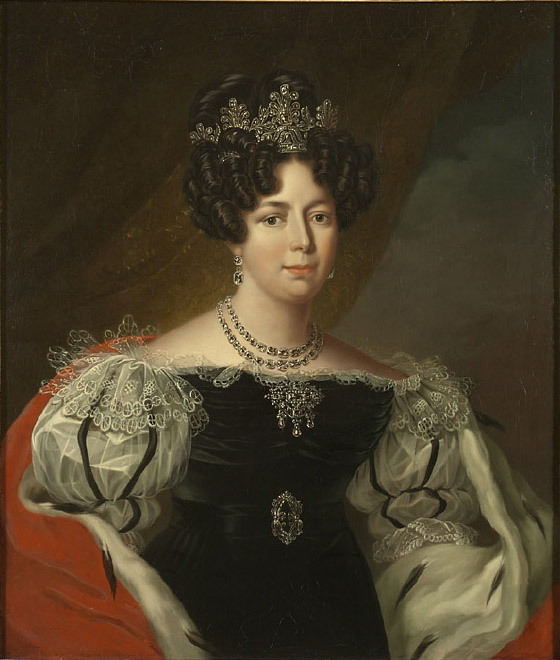
La reine Desideria.
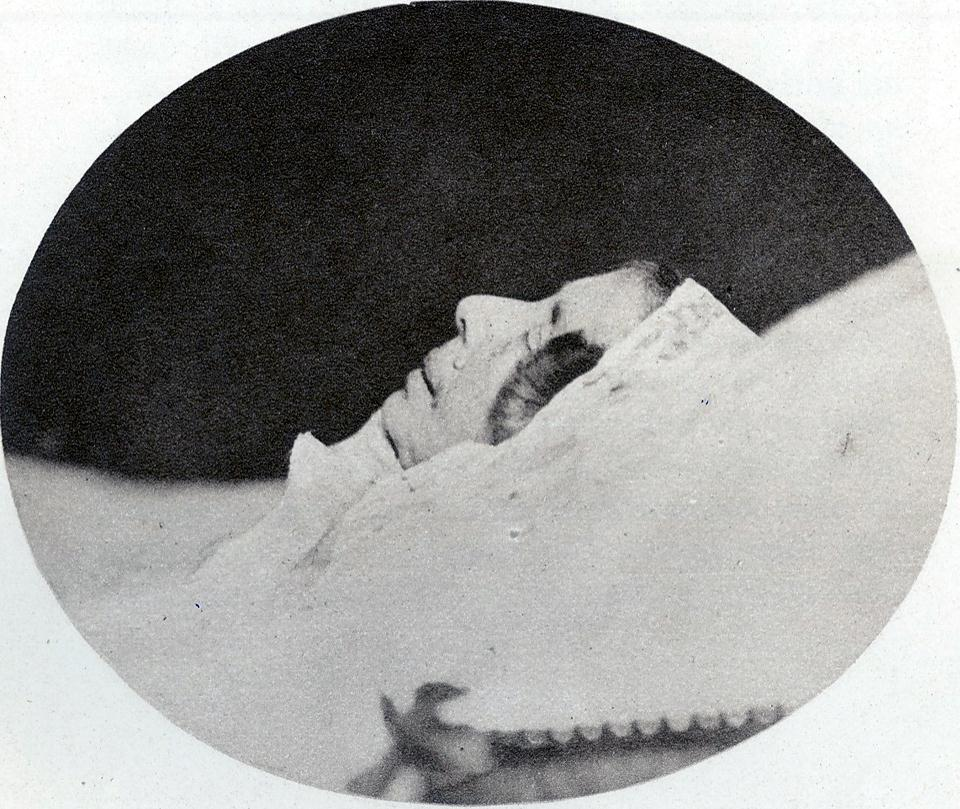
Photographie de la reine en 1860 sur son lit de mort.
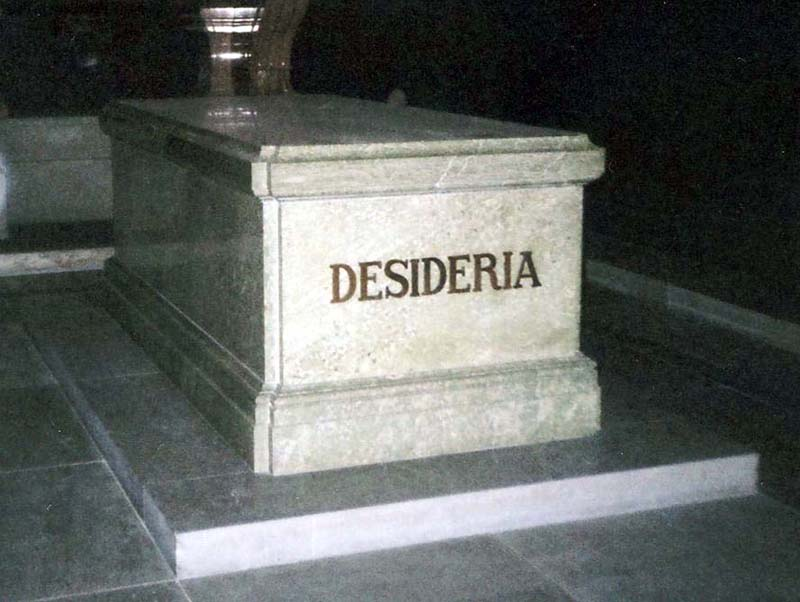
Tombeau de la reine dans l'église de Riddarholmen.

## Lieu d'inhumation
La reine Desideria fut inhumée dans la crypte située sous la chapelle Bernadotte de l’église de Riddarholmen de Stockholm.

## Titulature

### Chronologie
- 8 novembre  1777 - 17 août 1798 : Mademoiselle Bernardine Eugénie Désirée Clary.
- 17 août 1798 - 5 juin 1806 : Madame Bernadotte.
- 5 juin 1806 - 26 septembre 1810 : Son Altesse Sérénissime la princesse de Pontecorvo.
- 26 septembre 1810 - 5 novembre 1810 : Son Altesse Royale la princesse Desideria de Pontecorvo et de Suède.
- 5 novembre 1810 - 4 novembre 1814 : Son Altesse Royale la princesse héritière de Suède.
- 4 novembre 1814 - 5 février 1818 : Son Altesse Royale la princesse héritière de Suède et de Norvège.
- 5 février 1818 - 8 mars 1844 : Sa Majesté la reine de Suède et de Norvège.
- 8 mars 1844 - 17 décembre 1860 : Sa Majesté la reine douairière de Suède et de Norvège.

### Armes et monogramme

Armoiries de la princesse Désirée de Pontecorvo.
Armoiries de la princesse Désideria.
Monogramme de la reine Désideria.

## Représentations dans la culture populaire

### Cinéma
- 1942 : Le Destin fabuleux de Désirée Clary, de Sacha Guitry, interprétée par Geneviève Guitry et Gaby Morlay.
- 1954 : Désirée, d'Henry Koster, interprétée par Jean Simmons.
- 1955 : Napoléon, de Sacha Guitry. Désirée Clary est interprétée par Dany Robin.

### Télévision
- 2015 : dans sa série Insoumises de l'été, l'émission Secrets d'Histoire lui consacre un numéro intitulé Désirée Clary, Marseillaise... et reine de Suède. L'émission présentée par Stéphane Bern est diffusée le 25 août 2015 sur France 2[16]. La réalisation est de Marie-Laurence Rincé.

### Jeux vidéo
- 2014 : Assassin's Creed Unity, Désirée Clary apparaît dans plusieurs missions annexes. On la découvre alors qu'elle est encore fiancée à Napoléon Bonaparte et on assiste à sa rencontre avec Jean Bernadotte.